# Sindangpanji
Sindangpanji is een bestuurslaag in het regentschap Majalengka van de provincie West-Java, Indonesië. Sindangpanji telt 4390 inwoners (volkstelling 2010).